# Simalia
Simalia is een geslacht van slangen uit de familie pythons (Pythonidae).

## Naam en indeling
De wetenschappelijke naam van de groep werd voor het eerst voorgesteld door John Edward Gray in 1849. Er zijn zeven verschillende soorten inclusief drie soorten die pas in 2000 voor het eerst wetenschappelijk zijn beschreven.
Alle soorten werden tot recentelijk (2014) tot andere geslachten gerekend zoals Liasis, Morelia en het niet langer erkende geslacht Australiasis.

### Soorten
Het geslacht omvat de volgende soorten, met de auteur en het verspreidingsgebied.
| Naam                                 | Auteur                                       | Verspreidingsgebied                                                                         |
| ------------------------------------ | -------------------------------------------- | ------------------------------------------------------------------------------------------- |
| Amethystpython (Simalia amethistina) | Schneider, 1801                              | Indonesië, Molukken, Australië (Queensland), Papoea-Nieuw-Guinea, mogelijk op de Filipijnen |
| Simalia boeleni                      | Brongersma, 1953                             | Papoea-Nieuw-Guinea                                                                         |
| Simalia clastolepis                  | Harvey, Barker, Ammerman & Chippindale, 2000 | Indonesië                                                                                   |
| Simalia kinghorni                    | Stull, 1933                                  | Australië (Queensland)                                                                      |
| Simalia nauta                        | Harvey, Barker, Ammerman & Chippindale, 2000 | Indonesië                                                                                   |
| Simalia oenpelliensis                | Gow, 1977                                    | Australië (Noordelijk Territorium)                                                          |
| Simalia tracyae                      | Harvey, Barker, Ammerman & Chippindale, 2000 | Indonesië                                                                                   |

## Verspreiding en habitat
Alle soorten komen voor in delen van Azië in de landen Indonesië, Molukken, Papoea-Nieuw-Guinea en mogelijk op de Filipijnen en daarnaast in Australië in de deelstaten Noordelijk Territorium en Queensland.
De habitat bestaat uit onder andere uit vochtige tropische en subtropische bergbossen, drogere tropische en subtropische bossen en rotsige omgevingen.

## Beschermingsstatus
Door de internationale natuurbeschermingsorganisatie IUCN is aan twee soorten een beschermingsstatus toegewezen. Een soort wordt beschouwd als 'kwetsbaar' (Vulnerable of VU) en een soort als 'onzeker' (Data Deficient of DD).